# Alianța Creștin Liberală
Alianța Creștin Liberală (ACL) a fost o alianță politică și electorală românească între două partide politice, mai precis Partidul Democrat Liberal (PDL) și Partidul Național Liberal (PNL).

## Istorie
În anul 2014 Partidul Democrat Liberal (PDL) și Partidul Național Liberal (PNL) au decis să nominalizeze un candidat comun pentru alegerile prezidențiale din 2014 și să fuzioneze în viitor. 
Tot din dorința de a forma un mare partid de dreapta în România, la data de 21 iulie 2014 Mihai Răzvan Ungureanu a anunțat că Forța Civică (FC) a fuzionat cu Partidul Democrat Liberal (PDL).
În data de 22 iulie 2014 președinții PDL și PNL au anunțat că numele alianței va fi „Alianța Creștin Liberală”.
După turul II al alegerilor prezidențiale din 2014, președintele PDL Vasile Blaga a anunțat că ACL nu mai există și că se va forma un nou PNL.

## Structura
Alianța Creștin Liberală a fost condusă de doi co-președinți: Vasile Blaga și Klaus Iohannis.

## Candidat la Președinție
La data de 27 septembrie 2014, Klaus Iohannis și-a lansat candidatura la funcția de președinte. Această lansare a avut loc printr-un miting în fața guvernului, sub sloganul „România lucrului bine făcut”.